# AFP Consortium
L'AFP Consortium (AFPC) est issue d'une initiative de la société IBM, en octobre 2004, à inviter les entreprises concernées à une collaboration bilatérale au sein d'un consortium (alors appelée AFP Color Consortium) autour de l'architecture AFP (architecture d'impression et langage de description de pages créés par IBM). Cette collaboration devait concerner la prise en charge des couleurs au sein d'AFP.
Le résultat de cette collaboration fut la publication en 2006 d'une nouvelle spécification : AFP CMOCA (Color Management Object Content Architecture).
À la suite de cela, IBM annonça en mai 2006 vouloir ouvrir toute l'architecture AFP au consortium. Ce qui fut effectif en septembre, au sein de l'AFP Consortium.
En juin 2007, le rôle de membre fondateur d'IBM fut transféré à la société InfoPrint Solutions - une coentreprise d'IBM et Ricoh - puis à Ricoh par la suite.
En 2009 la société AFP Consortium Inc. (AFPC) fut officiellement créée en tant qu'organisation de pairs (confrères) défendant les normes ouvertes, proposant à ces membres différents niveaux d'engagement (Core, Participating, Associate).
IBM et Ricoh sont toujours membres Core en 2017, et l'AFPC compte une trentaine de membres.